# Bakonyszombathely megállóhely
Bakonyszombathely megállóhely egy megszűnt vasúti megállóhely, melyet a MÁV üzemeltetett a Komárom-Esztergom vármegyei Bakonyszombathely településen.
A központtól északnyugati irányban helyezkedik el, közúti elérését a 8208-as útból, annak 20+600-as kilométerszelvényénél nyugat felé kiágazó, alig 100 méteres hosszúságú 82 323-as mellékút biztosítja.

## Vasútvonalak
A megállóhelyet az alábbi vasútvonalak érintették:
- Környe–Pápa-vasútvonal

## Kapcsolódó állomások
A megállóhelyhez az alábbi állomások vannak a legközelebb:
- Kisbér vasútállomás (Környe vasútállomás, Környe–Pápa-vasútvonal)
- Bakonybánk megállóhely (Pápa vasútállomás, Környe–Pápa-vasútvonal)